# Grangerie de Lourdens
La grangerie de Lourdens est une ancienne ferme cartusienne située sur la commune de Cruet, qui appartenait au domaine de la chartreuse d'Aillon.
Une grangerie est une exploitation agricole laissée à un granger (métayer), qui partage le produit des champs avec les chartreux.

## Géographie
Le domaine agricole était installé à la limite avec la commune d'Arbin, dans la partie ouest de la commune de Cruet. Sur la mappe sarde de 1728, trois bâtiments ainsi qu'un étang sont mentionnés. Le lieu-dit porte le nom de la Croix de Lourdens. Le toponyme s'est maintenu depuis avec un chemin de Lourdens.
Le domaine s'est développé sur le haut de la pente dominant la vallée de la combe de Savoie, au sortir d'une source abondante.
Il se trouve sur la route menant au col du Lindar, permettant d'accéder au massif des Bauges et, par-delà, la chartreuse d'Aillon.

## Histoire

### Moyen Âge et époque moderne
Il semble que les chartreux possèdent un territoire depuis le XIIe siècle, en limites d'Arbin et de Cruet. Ils donnent à ce lieu le nom de Lourdens, l'un des noms d'origine du vallon où s'est installé la chartreuse, dans le massif des Bauges,,. Toutefois, leur cartulaire, en partie disparu, ne mentionne pas cette acquisition.
En juillet 1236, une charte signée par le comte de Savoie, Amédée IV, autorise les moines de la Chartreuse d'Aillon à acquérir dans la plaine de Montmélian, des terres (bois, vignes, etc.),. Le domaine des chartreux repose principalement sur un grand vignoble installé sur les pentes et des celliers. À cette période, la combe de Savoie est une vallée viticole dont les vins étaient réputés jusqu'à Grenoble. Le domaine est dirigé depuis une maison forte à deux étages, où réside des frères convers.
L'édifice est remanié au XVIe siècle. Entre 1236 et 1585, les chartreux achètent des pièces de vignes à Saint-Pierre-d'Albigny, à Saint-Jean-de-la-Porte et notamment à Cruet, oú se trouve la grangerie de Lourdens.  
Au XVIIIe siècle, la grangerie de Lourdens est ascencée à des paysans qui se chargent de la culture de la vigne. Tous les ans, le locataire envoie la moitié de sa production viticole, probablement issue du cépage « mondeuse » au monastère, à dos de mulet. La production de vin occupe l'essentiel des 12,8 ha de terres qui composent la ferme, mais on y cultive également les céréales, on produit des fruits, notamment des noix et des amandes, et on exploite trois moulins alimentés par une source qui jaillit sous les bâtiments de la ferme.

### Révolution française
En 1792, les troupes révolutionnaires françaises envahissent le duché de Savoie. Les biens de l'Église sont saisis et vendus comme biens nationaux. La grangerie de Lourdens est vendue à un habitant de Montmélian pour la somme de 6 300 000 livres. Incapable de payer cette somme, ce Montmélianais est dépossédé de ses biens qui sont rachetés par des Chambériens en 1800.

### XIXesiècle
Au XIXe siècle, la grangerie de Lourdens n'est plus habitée mais ses terres sont toujours consacrées à la viticulture. Un des propriétaires négocie la cession des eaux de sa source avec la commune de Montmélian, pour la somme de 7 000 francs en 1876.

### XXeetXXIesiècles
Au XXe siècle, les constructions de la grangerie tombent en ruine, tandis que les vignes ont été vendues à des vignerons. Les bâtiments sont rachetés en 1953 par un couple qui en fait une résidence secondaire. Lors de la rédaction de son ouvrage L'évolution historique en Savoie (1968), l'historien local Félix Bernard (1883-1972) indique « trois propriétaires se partageaient récemment encore les restes des bâtiments et des vignes des chartreux ».
Finalement, en 2009, les bâtiments et les terrains qui l'entourent sont rachetés par la commune de Montmélian.

## Projet de réhabilitation
En 2013, une proposition de mise en valeur de l'ensemble de la grangerie de Lourdens est soumise à la mairie de Montmélian.